# Комаров, Игорь Владимирович (химик)
Игорь Владимирович Комаров — советский и украинский ученый в области органической химии, доктор химических наук, профессор. Директор Института высоких технологий Киевского национального университета имени Тараса Шевченко. Научный консультант ООО НПП «Енамин» (Украина) и «Люмобиотикс» ГмбХ (Германия).

## Биография
Родился в 1964 году в с. Ирклиев Черкасской области Чернобаевского района. Высшее образование получил в Киевском государственном университете им. Т. Г Шевченко, получил диплом с отличием в 1986 году. В этом же году начал работать на химическом факультете Киевского государственного университета им. Т. Г. Шевченко, сначала на должности инженера. В дальнейшем вся его научная и педагогическая деятельность связана именно с этим университетом, где он работал на должностях заведующего лабораторией, ассистента, доцента, профессора, заведующего кафедрой органической химии химического факультета. С 2009 года работает на должности заведующего кафедрой супрамолекулярной химии в новом (в составе университета) Институте высоких технологий. Защитил диссертацию в 1991 году, работа посвящена использованию лантаноидных замещающих реагентов в спектроскопии ЯМР. После этого прошел научную стажировку в Кембриджском университете (Великобритания, 1996—1997 гг.) и в Институте исследования катализа г. Росток (Германия, 2000—2001 гг.) Защитил докторскую диссертацию и получил учёную степень доктора химических наук по специальности «органическая химия» в 2003 году. Название диссертации — «Дизайн и синтез модельных соединений: изучение стерической, стереоэлектронных эффектов, реакционноспособных интермедиатов, процессов каталитического энантиоселективного гидрирования и динамической защиты функциональных групп».

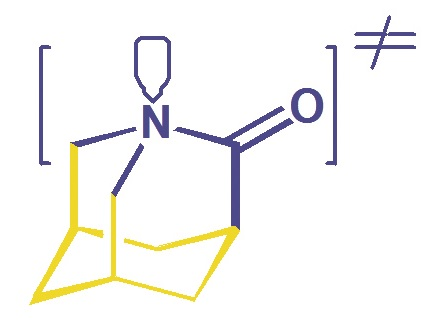
1-Аза-2-адамантанон, «наиболее скрученный амид». Голубым цветом выделен амидный фрагмент, который моделирует переходное состояние «цис-транс» изомеризации амидов

. Настоящее учёное звание — профессор было присвоено в 2007 году.

## Научная и образовательная деятельность
Сфера научной деятельности Комарова И. В. — медицинская химия и синтез модельных соединений, которые могут быть использованы для получения новых знаний в биоорганической химии, стереохимии, теоретической химии, катализе. Имеет более 120 научных трудов в рецензируемых журналах, h-индекс 31; руководит подготовкой аспирантов. Особое внимание в научной группе профессора Комарова И. В. уделяется разработке новых синтетических методов и дизайну интересных с теоретической точки зрения молекул, часть из которых была синтезирована в тесном сотрудничестве с профессором Энтони Кирби из Кембриджского университета (Великобритания). Одной из таких совместных работ Комарова И. В. является синтез, изучение стереохимии и химических свойств амидов с деформированной амидной связью — 1-аза-2-адамантанона и его производных. Триметильная производная («наиболее скрученный амид», «амид Кирби»), была предложена в лаборатории профессора Кирби и синтезирована Комаровым И. В. во время его стажировки в Кембриджском университете в 1997 г. Позже, в 2014 году, в научной группе Комарова И. В., в сотрудничестве с Энтони Кирби было синтезировано и изучено незамещённое соединение, которое моделировало переходное состояние «цис»-«транс» изомеризации амидов и позволила получить фундаментальные знания об амидной связи.

Исследовательскую деятельность в области синтетической органической химии Комаров И. В. начал в начале 1990-х годов, работая над проблемой фосфорилирования ароматических гетероциклических соединений галогенангидридами пятивалентного фосфора. Именно тогда были разработаны удобные методы фосфорилирования, которые находят применение, в частности, для синтеза экстрагентов урана. Позже, работая в Ростоке, Игорь Владимирович сменил тему научных исследований и заинтересовался асимметричным гомогенным катализом. Изучение катализа Комаров И. В. проводил с помощью модельных соединений, а именно, происходящим из винной кислоты или камфоры, были синтезированы новые хиральные функционализированные лиганды — монофосфины, дифосфины, а потом — комплексы родия на их основе. Полученные комплексы были использованы как катализаторы асимметрического гидрирования прохиральных соединений, а полученные результаты дали возможность сделать выводы относительно влияния кислородсодержащих функциональных групп в лигандах на процесс катализа. В процессе исследований были введены в синтетическую практику эффективные катализаторы catASium, среди них такие, которые содержат полученный из камфоры лиганд ROCKYPhos (название происходит от названий городов — Ростока и Киева).

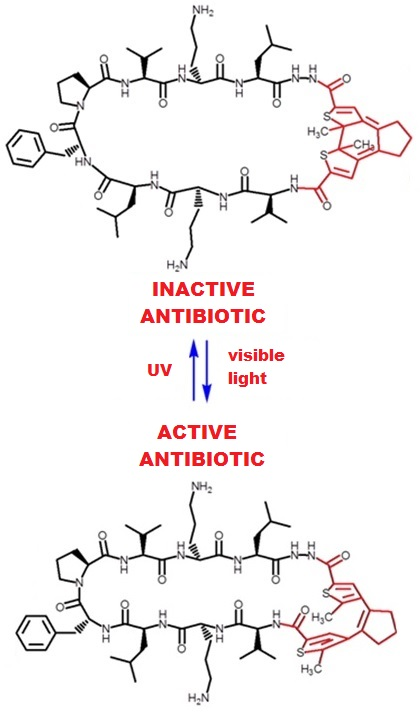
Фоточувствительный антибиотик — аналог грамицидина S. Диарилетеновый фрагмент, способный к обратимой изомеризации под действием света, выделен красным

Хотя интерес к синтезу лигандов не уменьшился, Комаров И. В. изменил направление научных исследований вновь, и сейчас основная их тема — дизайн и синтез новых лекарственных средств. Одним из главных принципов дизайна является конформационное ограничение подвижности молекул соединений — кандидатов в лекарственные средства. В группе профессора Комарова И. В. разработаны новые подходы к конформационно-ограниченных аминокислот и аминов — строительных блоков лекарственных средств, пептидомиметиков. Также проведен дизайн и синтез фторорганических аминокислот с целью использования их в качестве меток при исследовании пептидов в мембранах методом твердотельного ЯМР.
Комаровым И. В. и его сотрудниками сделан вклад в разработку фоточувствительных соединений с биологической активностью которыми можно управлять воздействием света — фотоконтрольных пептидов, которые могут быть основой разработки фоточувствительных лекарственных средств для фотофармакологии. Фоточувствительные лекарственные средства можно активировать только тогда, когда это нужно для терапии, и только в тканях, где это необходимо для лечения. После терапии такие лекарственные средства могут быть действием света дезактивированы, то есть, преобразованы в безопасные вещества с целью уменьшения нежелательных побочных эффектов.
Отдельным направлением исследований научной группы Комарова И. В. является разработка методов навигации химического пространства. Разработан подход с использованием экзит-векторов для сравнения молекул химических соединений. Энумерация молекул (исчерпывающая генерация всех теоретически возможных молекул) проведена для некоторых классов органических соединений, важных для медицинской химии, например, для конформационно затрудненных диаминов.
В области нанотехнологии среди достижений научной группы Комарова И. В. можно отметить использование клеткопроникающих пептидов для транспорта фторорганических углеродных наночастиц внутрь эукариотичных клеток с целью их рендеринга.
Комаров И. В. имеет также патент Украины, 2 международных патента, является соавтором двух учебников для студентов высших учебных заведений по спектроскопии ЯМР.

## Научные проекты
Комаров И. В. руководил исследовательскими проектами, которые финансировались из фонда государственного бюджета Украины (три прикладные проекты, посвященные разработке терапевтических пептидов, в частности фотовоздействию, фондом Александра фон Гумбольдта (проекты международного партнерства с Университетом г. Карлсруэ (Германия) и Лейбницским Институтом молекулярной фармакологии г. Берлин), частными компаниями Дегусса (проект был посвящён разработке полупромышленной схемы производства лиганда для родиевых катализаторов гомогенного асимметрического гидрирования) и Енамина (шесть проектов, направленных на дизайн, синтез и оптимизацию кандидатов в лекарственные средства — лидов). В настоящее время является координатором исследовательской Программы Горизонт 2020 обмена исследовательским и инновационным персоналом (RISE), название проекта — «Пептидомиметики с фотоконтрольной биологической активностью».

## Гранты и награды
- Грант НАТО (стажировки за рубежом, 01.1996-01.1997, Кембриджский университет, Великобритания);
- Гранты INTAS (стажировки за рубежом, август и октябрь 1993 1994 гг., Кембриджский университет, Великобритания);
- Грант ISF (1998 г., выполнение научного проекта в Киевском национальном университете имени Тараса Шевченко);
- Гранты Королевского общества для авторов (1999, 2000 гг.);
- Индивидуальная стипендия фонда Александра фон Гумбольдта (стажировка в г. Росток, Германия, 2000—2001 гг.);
- Премия Георга Форстера(2015 г.);[34]
- Почетное звание «Заслуженный деятель науки и техники Украины» (2016 г.)[35].